# Kazachse voetbalbeker 2011
2011 was het twintigste seizoen van de Beker van Kazachstan. De 30 deelnemende ploegen streden van 13 april t/m 13 november in een knock-outsysteem. De halve finales bestonden uit een heen- en een terugwedstrijd.

## Eerste ronde
De wedstrijden werden gespeeld op 13 april 2011.
| Thuisclub             | Uitslag        | Uitclub                    |
| --------------------- | -------------- | -------------------------- |
| Aq Bulaq FK Talğar    | 0-1            | Taraz FK                   |
| Aqjayıq FK Oral       | 1-1 (4-3 n.s.) | Aqtöbe FK                  |
| Aqtöbe-Jas FK         | 1-8            | Ordabası FK Şımkent        |
| Astana-1964 FK        | 0-2            | Atıraw FK                  |
| Bolat-AMT FK Temirtaw | 0-0 (2-4 n.s.) | Gefest FK Saran            |
| CSKA Almatı FK        | 1-1 (4-5 n.s.) | Tobıl FK Qostanay          |
| Ertis FK Pavlodar     | 2-0            | Ile-Saulet FK Ötegen Batır |
| Kaspïy FK Aqtaw       | 0-3            | Qaysar FK Qızılorda        |
| Oqjetpes FK Kökşetaw  | 1-1 (5-4 n.s.) | Jetisu FK Taldıqorğan      |
| Qayrat Akademïya FK   | 0-5            | Qayrat FK Almatı           |
| Qazaqmıs FK Sätbaev   | 2-1            | Spartak FK Semey           |
| Tarlan FK Şımkent     | 3-0            | Laşın FK Qarataw           |
| Qızıljar FK Petropavl | 1-0            | Ekibastuz FK               |
| Suñqar FK Qaskeleñ    | 2-0            | Vostok FK Öskemen          |
| vrijgeloot            |                | Lokomotïv FK Astana        |
| vrijgeloot            |                | Şaxter FK Qarağandı        |

## Achtste finale
De wedstrijden werden gespeeld op 20 april 2011.
| Thuisclub             | Uitslag        | Uitclub              |
| --------------------- | -------------- | -------------------- |
| Gefest FK Saran       | 0-1            | Oqjetpes FK Kökşetaw |
| Lokomotïv FK Astana   | 1-1 (2-4 n.s.) | Qayrat FK Almatı     |
| Ordabası FK Şımkent   | 2-1            | Qaysar FK Qızılorda  |
| Qazaqmıs FK Sätbaev   | 0-3            | Şaxter FK Qarağandı  |
| Tarlan FK Şımkent     | 0-1            | Suñqar FK Qaskeleñ   |
| Qızıljar FK Petropavl | 2-5            | Ertis FK Pavlodar    |
| Taraz FK              | 4-1            | Aqjayıq FK Oral      |
| Tobıl FK Qostanay     | 3-2 n.v.       | Atıraw FK            |

## Kwartfinale
De wedstrijden werden gespeeld op 11 mei 2011.
| Thuisclub           | Uitslag | Uitclub              |
| ------------------- | ------- | -------------------- |
| Ertis FK Pavlodar   | 1-0     | Oqjetpes FK Kökşetaw |
| Suñqar FK Qaskeleñ  | 1-3     | Ordabası FK Şımkent  |
| Şaxter FK Qarağandı | 2-4     | Taraz FK             |
| Tobıl FK Qostanay   | 1-0     | Qayrat FK Almatı     |

## Halve finale
De wedstrijden werden gespeeld op 3 & 8 november 2011.
| Thuisclub         | Uitslag | Uitslag | Uitclub             |
| ----------------- | ------- | ------- | ------------------- |
| Ertis FK Pavlodar | 1-1     | 2-3     | Tobıl FK Qostanay   |
| Taraz FK          | 3-1     | 0-3     | Ordabası FK Şımkent |

## Finale
|                               |                     |       |                   |                                                                                         |
| 13 november 2011, 14:00 UTC+6 | Ordabası FK Şımkent | 1 - 0 | Tobıl FK Qostanay | Almatı Ortalıq Stadïon Toeschouwers: 8.500 Scheidsrechter: Ruslan Duzmambetov (Öskemen) |
| 13 november 2011, 14:00 UTC+6 | Mıxtarov 40'        | KFF   |                   | Almatı Ortalıq Stadïon Toeschouwers: 8.500 Scheidsrechter: Ruslan Duzmambetov (Öskemen) |